# John Bonham
John Henry "Bonzo" Bonham (n. 31 mai 1948; d. 25 septembrie 1980) a fost un baterist englez și membru al trupei Led Zeppelin.

## Stil muzical
A fost recunoscut pentru puterea sa, piciorul drept foarte rapid în fața tobelor, "soundul" său distinctiv și simțul dezvoltat pentru groove. Bonham este descris de către Encyclopaedia Britannica ca fiind "modelul perfect pentru toți bateriștii de hard rock care i-au urmat".